# 26559 Chengcheng
26559 Chengcheng este un asteroid din centura principală de asteroizi.

## Descriere
26559 Chengcheng este un asteroid din centura principală de asteroizi. A fost descoperit pe 5 martie 2000 la Socorro, New Mexico, în cadrul proiectului LINEAR. Asteroidul prezintă o orbită caracterizată de o semiaxă mare de 2,36 ua, o excentricitate de 0,13 și o înclinație de 7,5° în raport cu ecliptica.